# Tomas Cederlund
Tomas Cederlund, född 15 april 1964 i Västerhaninge, är en svensk designer, inredare och programledare. Tillsammans med Simon Davies har han lett design- och inredningsprogrammen Från koja till slott, Design: Simon & Tomas, Sveriges fulaste hem och Rum för en stjärna med Simon & Tomas i TV3.